# Двойная система

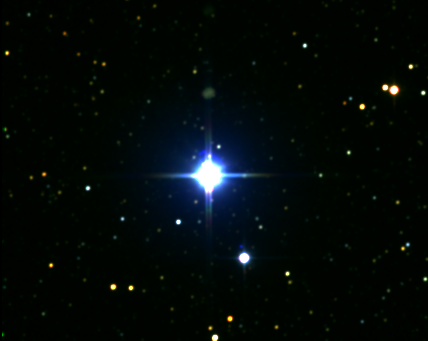
Двойная (бинарная) система Acrux (HD108250)

Двойная система — астрономический объект, состоящий из двух гравитационно-связанных небесных тел, обращающихся вокруг общего центра масс.
Некоторые подвиды:
- двойная звезда — наиболее распространённый тип звёзд в нашей Галактике;
- двойная планета;
- двойной астероид;
- двойной коричневый карлик (например, 2MASS J1119-1137)

Двойные системы формируют и многие другие астрономические объекты: нейтронные звёзды, белые карлики, чёрные дыры, галактики, в том числе и объекты разных типов (например, звезда и чёрная дыра).
Некоторые крупнейшие известные двойные системы в Солнечной системе:
- Система Солнце — Юпитер (диаметры: 1 392 000 и 139 822 км)
- Система Земля — Луна (диаметры: 12 742 и 3474 км)
- Система Плутон — Харон (диаметры: 2377 и 1212 км)
- Система Эрида — Дисномия (диаметры: 2330 и 316 км)
- Система (22) Каллиопа — Линус (диаметры: 235 и 28 км)